# Jennifer Gareis
Jennifer Lynne Gareis (Lancaster, Pensilvania, Estados Unidos, 1 de agosto de 1970) es una actriz estadounidense, más conocida por haber interpretado a Grace Turner en The Young and the Restless y a Donna Logan en la serie The Bold and the Beautiful.

## Biografía
Tiene ascendencia italiana y es bisnieta de Sebastiana Tringali, que vino de Militello en Val di Catania, y la ciudad le otorgó  a Gareis la ciudadanía honoraria. 
Estudió en el "Franklin and Marshall College".
El 7 de marzo de 2010, se casó con Bobby Ghassemieh, con quien tiene dos hijos, Gavin Blaze Gareis Ghassemieh (11 de julio de 2010) y Sophia Rose Gareis Ghassemieh (29 de junio de 2012).

## Carrera
Apareció en un comercial televisivo para el "Swatch Watch".
Ha ganado varios concursos de belleza, entre ellos: Miss Nueva York-Estados Unidos (1994) y Miss Hawaiian Tropic. En 1992 quedó como segundo lugar en el concurso Miss Pensilvania-Estados Unidos.
En 1997 se unió al elenco principal de la telenovela The Young and the Restless, donde se convirtió en la segunda actriz en interpretar a Grace Turner hasta el 22 de noviembre de 1999. Regresó a la serie en 2000, 2002, enero de 2004 hasta el 13 de agosto de 2004; aparició por última vez en la serie entre el 19 de agosto de 2014 y el 25 de noviembre de 2014.
El 20 de julio de 2006, se unió al elenco principal de la telenovela The Bold and the Beautiful, donde interpreta a Donna Logan hasta ahora.

## Filmografía

### Series de televisión
| Año                           | Título                     | Personaje    | Notas         |
| ----------------------------- | -------------------------- | ------------ | ------------- |
| 2006 - presente               | The Bold and the Beautiful | Donna Logan  | 753 episodios |
| 1997 - 1999, 2000, 2004, 2014 | The Young and the Restless | Grace Turner | 222 episodios |

### Películas
| Año  | Título            | Personaje     | Notas |
| ---- | ----------------- | ------------- | --- |
| 2000 | Miss Congeniality | Tina          | junto a Sandra Bullock, Michael Caine, Benjamin Bratt, Candice Bergen, William Shatner, Ernie Hudson & John DiResta         |
| 2000 | The 6th Day       | Novia Virtual | junto a Arnold Schwarzenegger, Michael Rapaport, Tony Goldwyn, Michael Rooker, Sarah Wynter, Wendy Crewson & Rodney Rowland |
| 2003 | Boat trip         | Sheri         | junto a Cuba Gooding, Jr., Horatio Sanz, Roselyn Sánchez                                                                    |

### Apariciones
| Año  | Título              | Notas                                      |
| ---- | ------------------- | ------------------------------------------ |
| 2004 | Bikini Destinations | episodio "Costa Rica" - modelo             |
| 2001 | The Test            | episodio "The Body Image Test" - panelista |